# Δ13C

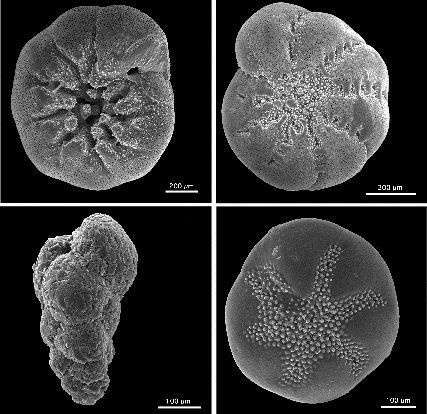
Зразки Foraminifera

δ13C — у  геохімії,  палеокліматології і  палеоокеанографії означає відхилення ізотопної сигнатури  13  C/12C від сигнатури стандартного зразка, вираженої в проміле:
{\displaystyle \mathrm {\delta ^{13}C} ={\Biggl [}\mathrm {\frac {(^{13}C/^{12}C)_{sample}}{(^{13}C/^{12}C)_{standard}}} -1{\Biggr ]}\times 1000\ ^{o}\!/\!_{oo},}
де індексом «standard» позначається сигнатура стандартного зразка.
δ 13C змінюється в часі як функція продуктивності біосфери, рівня поховання органічного вуглецю і типу рослинності.
Для більшості природних матеріалів сигнатура 13C/12C з великою точністю дорівнює 0,0112, відмінності виявляються тільки в наступному знаку цього числа. Таким чином, відмінності в сигнатурі, з якими мають справу дослідники, обчислюється в проміле. Точність сучасних мас-спектроскопів становить 0,02 ‰, похибки при підготовці зразків можуть збільшити помилку до 0,2 ‰. Статистично значущими можуть вважатися відмінності 1 ‰ і більше. Для сучасної атмосферної вуглекислоти у відсутності індустріальної діяльності δ13C становить −8 ‰ і повільно збільшується в бік більш негативних значень через широке використання викопного органічного палива, для якого цей показник становить −30 ‰.

## Стандартні зразки
Стандартним зразком для оцінки δ13C є «Pee Dee Belemnite» (PDB) з морських скам'янілостей  крейдяного періоду Belemnitella americana формації  Pee Dee в  Південній Кароліні. Ці зразки мають аномально високе відношення 13C/12C (0,0112372) і прийнято як еталон нульового значення δ13C. Використання цього стандарту призводить до від'ємних показників δ13C для звичайних матеріалів. Стандартні зразки використовуються для верифікації точності методів мас-спектроскопії. Через те, що мас-спектроскопія набуває все більшого поширення, відчувається брак стандартних зразків, тому часто застосовуються інші стандарти, наприклад VPDB («Vienna PDB»).

## Що впливає на δ13C?
Метан має дуже низький показник δ13C: біогенний метан порядку — 60 ‰, термогенний — близько — 40 ‰. Вивільнення великих кількостей  гідрату метану може впливати на глобальний показник δ13C, як, наприклад, під час  пізньопалеоценового термічного максимуму.
У загальному випадку, на величину δ13C впливають зміни  первинної продуктивності і поховання органіки. Живі організми споживають переважно легкий ізотоп 12C і мають показник δ13C порядку −25 ‰ в залежності від  типу метаболізму.
Збільшення первинної продуктивності викликає відповідне збільшення δ13C, оскільки більший відсоток ізотопу 12C виявляється пов'язаним в рослинах. На величину δ13C впливає також поховання органічного вуглецю; коли органічний вуглець похований, велика кількість ізотопу 12C виходить з обороту і накопичується у відкладеннях, що збільшує відносний вміст 13C.

## Геологічно важливі прояви δ13C
Рослини, що фіксують вуглець по типу C 3 і по типу C4 мають різні сигнатури, що дозволяє відслідковувати поширеність трав C4 у часі. У той час як рослини C4 мають δ13C в межах −16 до −10 ‰, у C3 цей показник становить від −33 до −24 ‰.
 Масові вимирання часто відзначаються негативними аномаліями δ13C, так як супроводжуються падінням первинної продуктивності і вивільненням пов'язаного в рослинах вуглецю.
Еволюція великих сухопутних рослин наприкінці девонського періоду призвела до збільшення поховання вуглецю і підвищенню показника δ13C.